# Рафальський Віталій
Віталій Рафальський (* 5 вересня 1910, с. Іванчиці Старі, Рожищенського району Волині — † 1941) — діяч ОУН Волині.

## Життєпис
У 1928 році разом з Іваном Скоп'юком та Ананієм Закоштуєм став одним з організаторів «Пласту» на Волині, а 1931 року — до ОУН. Організатор ОУН Луцького повіту, районний провідник ОУН у с. Іванчиці Старі, член Луцької повітової екзекутиви ОУН.
У липні 1930 року за дорученням Крайової екзекутиви ОУН виїжджав на територію Східної Галичини, де брав участь у розбудові осередків Організації та саботажній акції. Повернувся на Волинь у серпні того ж року.
У січні 1932 року брав участь у конференції членів ОУН Луччини поблизу села Лище.
У 1933 році очолював осередок ОУН у селі Іванчиці та обіймав посаду референта постачання.
З серпня 1935 р. до осені 1936 року очолював повітовий провід ОУН на Луччині, а з осені 1937 року знову повернувся на цю посаду, замінивши арештованого польською поліцією Миколу Скоп'юка, та перебував на ній до червня 1938 р.
Одночасно протягом 1936–1938 рр. виконував обов'язки військового референту Луцького повітового проводу ОУН.
На початку 1938 р. вступив у конфлікт з Семеном Поліщуком, який звинуватив його у роботі на польську поліцію, а у червні 1938 року організував замах, унаслідок якого Рафальський дістав тяжке поранення. Згодом звинувачення проти Рафальського у співпраці з польською поліцією було спростовано, а його самого — виправдано.
У 1941 р. після початку німецько-радянської війни як співробітник СБ ОУН(б) переховував архів Управління НКВД у Луцьку.
Наприкінці червня — на початку липня 1941 року займався організацією набору курсантів до Відділу окремого призначенням ім. Є. Коновальця.
Згідно з спогадами Степана Семенюка 1941 року обіймав посаду обласного провідника Волині та референта СБ. Того ж року був арештований та розстріляний німецькою службою безпеки. Похований біля Луцька.